# فرانتيسيك باور
فرانتيسيك باور (بالألمانية: Franziskus von Sales Bauer)‏ (و. 1841 – 1915 م) هو عالم عقيدة، وتربوي، وكاتِب، وكاهن كاثوليكي، من التشيك، ولد في الإمبراطورية النمساوية، توفي في أولوموتس، عن عمر يناهز 74 عاماً.

## مناصب
تولى منصب الكاردينال، ورئيس الاساقفة، وأسقف.